# Taubaté
Taubaté es un municipio brasileño del estado de São Paulo, localizado a 123 kilómetros de la capital del estado y a 280 km de la ciudad de Río de Janeiro, antigua capital federal. Es el segundo polo industrial y comercial de la región.
Tiene una población de 273.426 habitantes (estimativas IBGE/2010), una superficie de 625 km² y una densidad demográfica de 436,8 hab./km².
Municipio tradicional de São Paulo, Taubaté jugó un papel importante en la evolución histórica y económica del país. Durante el ciclo del oro, fue un centro de bandeirismo, descubriendo oro en Minas Gerais y fundando varias ciudades. En el Segundo Reinado, durante el auge cafetalero del Vale do Paraíba, se destacó como el municipio de mayor producción del área de São Paulo, siendo sede del Acuerdo de Taubaté en 1906.

## Toponimia
El nombre de la ciudad tiene origen en la lengua tupí-guaraní, que significa aldea o pueblo (tava) elevada o alta (yvaté).

## Personajes famosos
- Antônio Dias de Oliveira, bandeirante.
- Georgina de Albuquerque, pintora.
- Hebe Camargo, presentadora de televisión.
- Monteiro Lobato, Escritor